# Steviosid

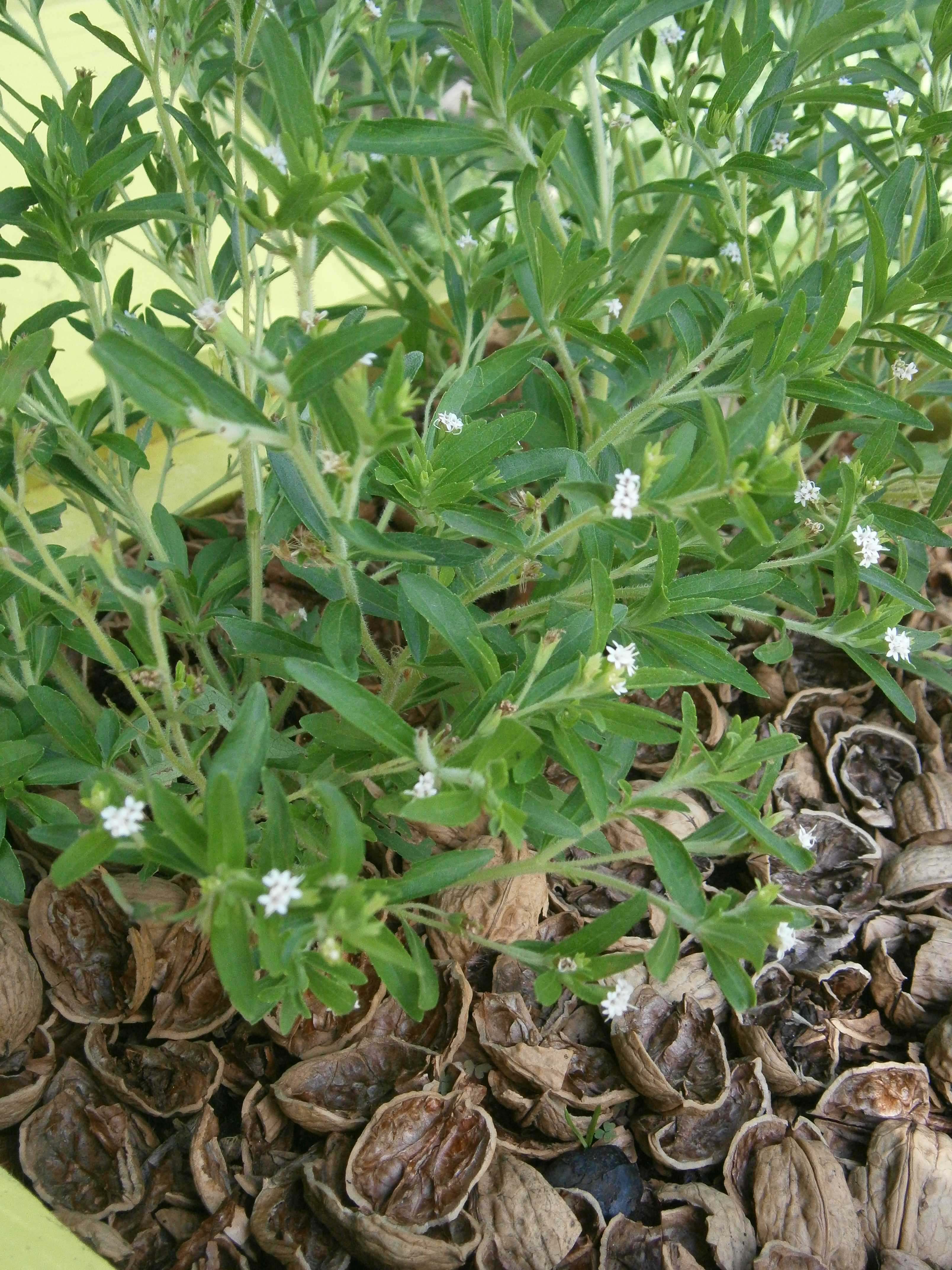
Steviapflanze
(Stevia rebaudiana)

Steviosid ist ein Glycosid des Diterpens Steviol aus den Blättern der Steviapflanze (Stevia rebaudiana), eine von über 200 Stevia-Arten weltweit, ein natürlicher Süßstoff und einer der Hauptbestandteile von Stevia. Die Blätter enthalten zehn bislang entdeckte Süßstoffe, wobei Steviosid fast immer den größten Anteil darstellt. Im weiteren Sinne wird auch das durch Extraktion gewonnene Gemisch dieser Süßstoffe als Steviosid bezeichnet. Steviolglycoside wurden am 12. November mit Wirkung zum 2. Dezember 2011 in der EU unter der Bezeichnung E 960 als Lebensmittelzusatzstoff zugelassen.

## Chemie

Steviol, das Aglycon (das bedeutet deglycosilierte Form) von Steviosid

Steviosid weist ein tetracyclisches ent-Kauran-Diterpen-Grundgerüst auf, dessen Carboxygruppe an C-18 mit der 1β-Hydroxygruppe einer D-Glucopyranose verestert ist, während die Hydroxygruppe an C-13 glycosidisch mit dem Disaccharid Sophorose (2-O-β-Glucopyranosyl-D-glucose) verknüpft ist. Es lässt sich enzymatisch in das Aglycon Steviol und drei Moleküle Glucose spalten.

## Eigenschaften
Steviosid ist ein – in der gereinigten Form – weißes bis hellgelbliches feines Pulver, ähnlich wie Puderzucker. Wegen der einfacheren Dosierbarkeit gibt es verschiedene Flüssiglösungen von dünner bis leicht zähflüssiger Konsistenz. Die Farbe der klaren Lösungen ist farblos bis hellgelblich.

### Eigenschaften als Süßstoff
Die Süßkraft besitzt eine sehr große Bandbreite und liegt zwischen dem etwa 70-fachen und dem 450-fachen derjenigen von Rohrzucker. Der Wert hängt von verschiedenen Faktoren ab:
- Anteil der einzelnen Süßstoffe am Gemisch;
- Reinheit, d. h. Anteil aller Süßstoffe an der Gesamtmasse;
- pH-Wert der Zubereitung, in welcher das Steviosid verwendet wird;
- maximale Temperatur, der das Steviosid ausgesetzt wird – je höher die Temperatur, umso niedriger die Süßkraft.

Das Geschmacksprofil von Steviosid ist idealerweise fast das der Referenzsubstanz Zucker. Es schmeckt in der richtigen Dosierung neutralsüß und vollmundig. Der Geschmack hält etwas länger an als bei Zucker. Zu hoch dosiert schmeckt Steviosid unangenehm bitter. Ein bitterer Bei- oder Nachgeschmack kann bei minderen Qualitäten auch bei richtiger Dosierung auftreten.
Steviosid ist nahezu kalorienfrei und gärt in Zubereitungen, wie etwa Getränken, nicht. Es ist karies- und zahnbelagshemmend, hitzebeständig bis ca. 200 °C und damit auch zum Kochen und Backen geeignet. Steviosid ist geschmacksverbessernd und -verstärkend, weshalb es auch in Produkten wie Sauerkonserven und Senf eingesetzt wird. Es hat kein Abhängigkeitspotenzial.
Die Reinheit liegt zwischen 85 % und 99,99 %, wobei die Endverbraucher-Produkte meist eine Reinheit zwischen 90 % und 95 % aufweisen. Der Rest besteht aus anderen Pflanzenbestandteilen sowie Restfeuchtigkeit. Der Anteil an der Blätter-Trockenmasse variiert je nach Anbaubedingungen und Züchtung zwischen 4 % und 20 % (alle Süßstoffe zusammen).

### Bestandteile im Süßstoffgemisch
| Steviolglycosid | Summenformel | L(H2O) bei 25 °C in g/l | Süßkraft Saccharose = 1 |
| --------------- | ------------ | ----------------------- | ----------------------- |
| Dulcosid        | C38H60O17    | 5,8                     | 030                     |
| Rebaudiosid A   | C44H70O23    | 8,0                     | 200–300                 |
| Rebaudiosid B   | C38H60O18    | 1,1                     | 150                     |
| Rebaudiosid C   | C44H70O22    | 2,1                     | 030                     |
| Rebaudiosid D   | C50H80O28    | 1,0                     | 221                     |
| Steviolbiosid   | C32H50O13    | 0,3                     | 090                     |
| Steviosid       | C38H60O18    | 1,25                    | 150–250                 |

Die wichtigsten Einzel-Süßstoffe in den Blättern und damit im Steviosid-Gemisch sind neben Steviosid (5 % bis 10 %) das Rebaudiosid A (2 % bis 4 %) und Rebaudiosid C (1 % bis 2 %), das Dulcosid A (0,2 % bis 0,7 %), die Rebaudioside B + D–F sowie das Steviolbiosid.
Der Anteil der Einzel-Süßstoffe an der Steviosid-Gesamtmasse kann sehr stark variieren, was wiederum sehr großen Einfluss auf die Qualität und den Geschmack hat. Rebaudiosid A hat den besten Geschmack und die höchste Süßkraft, bis ca. 450-fach im Vergleich zu Saccharose.

## Toxikologie
Die Toxikologie von Steviosid zu betrachten liegt nahe, weil einige der Glycoside vom Kaurantyp giftig sind, z. B. das Atractylosid. Nach Sichtung zahlreicher älterer und neuerer Studien kam die ANS, ein Expertengremium der Europäischen Behörde für Lebensmittelsicherheit, zu der Einschätzung, dass Steviolglycoside weder genotoxisch und krebserregend seien noch negative Auswirkungen auf die Fruchtbarkeit und Fortpflanzungsorgane des Menschen hätten. Eine Bewertung des Risikos für vorbelastete Personen mit entzündlichen Darmerkrankungen oder Allergien sei jedoch noch nicht möglich.
Das Steviolglycosid führt bei Hamstern bei der mittleren letalen Dosis von 5,2 g/kg Körpergewicht zu akutem Nierenversagen, da diese einen anderen Stoffwechsel als Menschen haben. Aus einer zweijährigen Studie zur Untersuchung einer möglichen Toxizität und Kanzerogenität von Steviosid bei Ratten wird eine erlaubte Tagesdosis (ADI) für Menschen von 7,9 mg pro kg Körpergewicht als sicher angesehen. Im Juni 2008 hat das Expertengremium der Ernährungs- und Landwirtschaftsorganisation (FAO) und der Weltgesundheitsorganisation (WHO), der Gemeinsame FAO/WHO-Sachverständigenausschuss für Lebensmittelzusatzstoffe (JECFA), eine erlaubte Tagesdosis für Steviosid von 4 mg pro kg Körpergewicht als unbedenklich festgelegt.
Eine Nachfolgestudie des gleichen Expertenkomitees im Jahr 2006 berichtete von Untersuchungen mit Stevia-Extrakten an Tieren und Menschen und schlussfolgerte, dass Steviosid und Rebaudiosid A nicht genotoxisch sind, weder in vitro noch in vivo, und dass die Genotoxizität von Steviol und einigen seiner Derivate, die sich in vitro zeigen, in vivo nicht auftreten. Die Studie fand auch keinen Nachweis einer krebserzeugenden Wirkung. Auch wurde auf den möglichen positiven gesundheitlichen Nutzen hingewiesen, den Stevioside bei Patienten mit Bluthochdruck oder Typ-2-Diabetes haben können, allerdings wären weitere Studien erforderlich, um die genaue Dosierung zu erforschen.
Studienergebnisse bei der Ratte zeigten uneinheitliche Ergebnisse.

## Rechtliche Situation
Seit dem 2. Dezember 2011 ist Steviolglycosid in der EU als Süßungsmittel in mehreren Lebensmittelkategorien zugelassen. Zuvor war es zwar auf dem europäischen Markt nicht zugelassen, konnte jedoch in einzelnen Ländern wie Frankreich (nach einer befristeten Zulassung) und Deutschland (nach per Gerichtsurteil erwirkter Verkaufszulassung in Nahrungsmitteln wie Joghurts) dennoch eingesetzt werden. Nachdem am 14. April 2010 die Europäische Behörde für Lebensmittelsicherheit in Studien dessen Unbedenklichkeit festgestellt hatte, war eine europaweite Zulassung bereits erwartet worden.
Bis Ende 2011 war der Verkauf als Lebensmittelzusatz von Steviosid, der Steviapflanze selbst, als auch ihrer getrockneten Blätter in der EU nicht erlaubt, nachdem die EU-Kommission im Jahr 2000 (im Rahmen der Novel-Food-Verordnung) die Zulassung verweigerte. Diese Entscheidung ging zurück auf eine Stellungnahme vom 17. Juni 1999 des wissenschaftlichen Lebensmittelausschuss der EU-Kommission (SCF), dass die Sicherheitsstudien zu Steviosid nicht ausreichen um eine Unbedenklichkeit zu belegen.
Der Einsatz von Stevia-Extrakt und Steviosid als Süßstoff in Lebensmitteln ist in der Schweiz wie auch in einigen südamerikanischen und asiatischen Ländern (u. a. Brasilien, Südkorea und Japan) schon länger als in der EU zulässig. In den USA wurde die Verwendung von Steviosid als Süßstoff in Lebensmitteln von der Food and Drug Administration (FDA) im Jahr 1991 vollständig verboten, da Bedenken wegen einer möglichen Karzinogenität des Süßstoffes bestanden. Dem folgte zunächst im Jahr 1995 eine Freigabe zum Verkauf als Nahrungsergänzungsmittel (dietary supplement), bis 2008 ein begrenzter Einsatz als Lebensmittelzusatzstoff freigegeben wurde.